# Corriere dei Piccoli
Il Corriere dei Piccoli, anche noto come Corrierino o CdP, è stato la prima rivista settimanale di fumetti italiana, pubblicata dal 1908 al 1995 per oltre 4.500 numeri divisi in 88 annate. Ha introdotto in Italia i fumetti statunitensi oltre a pubblicare autori italiani, presentando narratori e poeti di primo piano; l’editoriale del direttore nel primo numero della rivista è considerato il manifesto di fondazione del fumetto italiano.
La pubblicazione fu ideata dalla giornalista Paola Lombroso Carrara con intenti pedagogici, ponendosi come obiettivo la formazione e l'educazione dei giovani in maniera adatta all'età, alternando alle “storie illustrate a colori” articoli di divulgazione scientifica, di letteratura, racconti e narrativa di buona qualità. La sua storia editoriale ha attraversato tutto il XX secolo seguendo e raccontando le trasformazioni della società italiana sia attraverso storie a fumetti e in prosa che con articoli giornalistici di autori come Dino Buzzati. 
Nel 1972, in seguito a un referendum dei suoi lettori, trasformò il suo nome in Corriere dei Ragazzi, dato che l'appellativo di "Piccoli" imbarazzava i suoi lettori adolescenti.
Il "Corrierino", come fu soprannominato, negli anni sessanta arrivò a tirature di 700 000 copie.

## Storia editoriale

### Ideazione e sviluppo del progetto

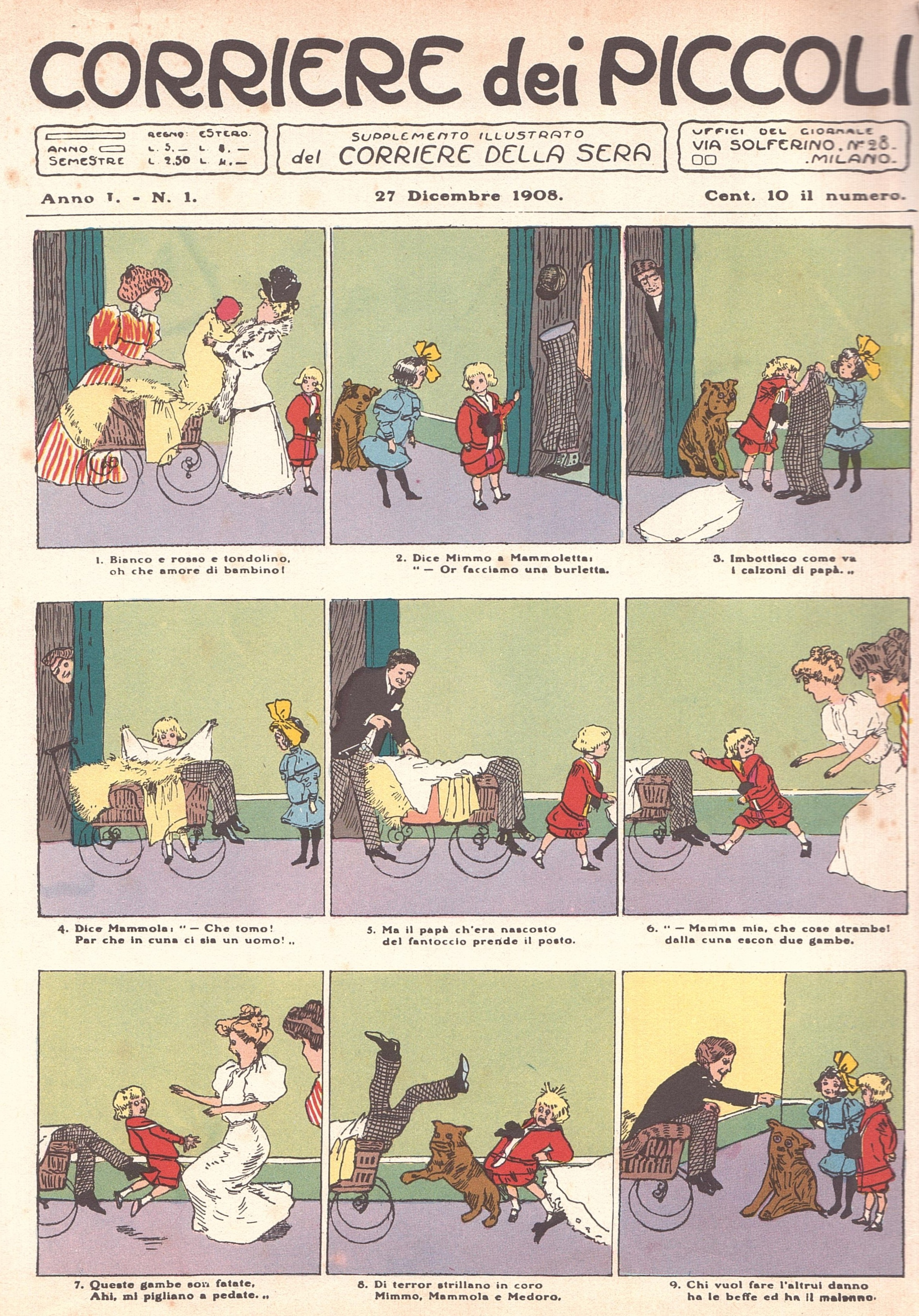
Copertina della prima edizione di Corrierino, del 27 dicembre 1908

L'idea di realizzare una pubblicazione per bambini ricca di immagini è della giornalista Paola Lombroso (la figlia del fondatore della criminologia Cesare Lombroso), che ne elaborò il progetto editoriale a partire dal 1906, affiancando all'attività giornalistica l'impegno in una serie di iniziative culturali finalizzate alla concretizzazione dei suoi ideali riformatori nei confronti dell'infanzia. La Lombroso arrivò all'ideazione di un giornale rivolto ai bambini analizzando delle testate europee dell'epoca, nelle quali l'uso massiccio delle immagini a corredo dei contenuti era molto diffuso, unito alla considerazione che per garantire un'adeguata diffusione a prezzi contenuti fosse necessario appoggiarsi a un grande quotidiano con le sue specifiche professionalità redazionali e la relativa organizzazione editoriale. Lo spirito del progetto era quello di diffondere cultura agli strati della popolazione che fino ad allora ne erano stati esclusi, rivolgendosi ai bambini in maniera adatta all'età, e acculturandoli divertendo, in quanto all'epoca le poche pubblicazioni per ragazzi erano di scarsa qualità e soprattutto non avevano alle spalle una solida organizzazione editoriale e diffusa distribuzione, condizioni queste necessarie per garantire prezzi accessibili anche per i meno abbienti.
Propose pertanto il progetto prima al più venduto quotidiano del periodo, Il Secolo, ma al rifiuto di questo provò con il Corriere della Sera, diretto allora da Luigi Albertini che si mostrò interessato. Su richiesta di Albertini, la Lombroso elaborò un progetto culturale ed educativo per la futura rivista documentandosi sui periodici anglosassoni e francesi per ragazzi, individuando una prima rosa di collaboratori e identificando la possibile struttura editoriale della rivista. La nuova pubblicazione avrebbe dovuto avere un'articolazione ancora classica, simile in tutto nella forma a quella di un quotidiano per adulti, ma con tavole disegnate: i fumetti, chiamati al tempo «storie illustrate a colori» (la stessa parola "fumetto" al tempo non esisteva ancora), che sarebbero diventati il mezzo per attirare l'attenzione. Il materiale proposto è di origine anglosassone e statunitense, dal quale vennero rimosse le nuvolette non solo per un pregiudizio culturale, ma anche per risolvere problemi tecnici legati alla riproduzione delle tavole.
Completato e approvato il progetto, Albertini ne affidò la direzione non alla Lombroso stessa, come da lei atteso, ma a Silvio Spaventa Filippi, che ricoprirà la carica fino al 1931, preferendolo alla Lombroso in quanto uomo e interno alla redazione nonché, probabilmente, per via delle idee vicine al socialismo della giornalista. Alla Lombroso venne invece affidata soltanto la redazione della rubrica di corrispondenza coi lettori, per la quale scelse lo pseudonimo di «Zia Mariù» e che diventerà uno spazio importante per l'identità della testata. In questo ruolo, la Lombroso coinvolse i lettori in un'attività correlata ai suoi obiettivi pedagogici, che col tempo porteranno a contrasti con la direzione e alla successiva interruzione della sua collaborazione alla fine del 1911.

### Dagli esordi alla seconda guerra mondiale
La testata esordì in edicola il 27 dicembre 1908 come supplemento del Corriere della Sera, al prezzo di 10 centesimi di lire; nell'editoriale, intitolato "Come fu...", il direttore tracciò le linee guida del piano editoriale esortando il giovane lettore a leggere la rivista sotto la luce più chiara, imitando il genitore che legge con aria di importanza il Corriere della Sera. Diversamente dall'idea della Lombroso che voleva la testata rivolta soprattutto alle classi più povere, la dirigenza del Corriere indirizzò il giornale ai figli della nascente borghesia fedele lettrice del Corriere. Del primo numero furono tirate 80 000 copie.
Il "Corriere dei Piccoli" divenne subito una lettura di riferimento per diverse generazioni di bambini e ragazzi italiani. Quando nacque, le storie per bambini riflettevano l'impronta pedagogica dell'epoca, patriottica e risorgimentale. La prima pagina era sempre dedicata a una storia di una sola tavola a colori a quattro strisce di due vignette ciascuna; dalle tavole originali vennero tolte le nuvolette giudicate diseducative in quanto avrebbe disabituato il pubblico infantile dalla lettura dei testi e sostituite generalmente da due distici sotto ogni vignetta che commentavano il racconto figurato; le strofe erano ottonari in rima baciata. Dopo la prima pagina seguivano in prevalenza racconti, poesie, brevi copioni teatrali. Le tavole a fumetti importate dall'estero vennero adattate al pubblico italiano modificandone i nomi e in questo primo periodo vennero pubblicate serie come Fortunello (Happy Hooligan) e La Checca  (And Her Name Was Maud) di Opper, Buster Brown di Outcault, che compare già nella prima pagina del primo numero, Arcibaldo e Petronilla (Bringing Up Father) di McManus, Bibì e Bibò (Katzenjammer Kids) di Dirks, introducendo quindi la narrativa a fumetti in Italia, privata però della sua caratteristica principale, il fumetto o nuvoletta. Inoltre l'approccio tenuto, rivolgendosi essenzialmente ai bambini, collocò il fumetto all'interno di un contesto essenzialmente infantile e quindi, mentre nello stesso periodo negli Stati Uniti i quotidiani si contendevano i fumetti più amati che contribuivano a far crescere le vendite in quanto letti anche dagli adulti, in Italia quegli stessi prodotti venivano considerati, a causa del pregiudizio borghese nei confronti della cultura popolare, passatempi infantili.
Accanto alle storie importate dagli Stati Uniti fiorì una notevole produzione italiana di storie con una filastrocca come didascalia. Fra i più famosi personaggi di quest'epoca sono Bilbolbul di Attilio Mussino e Quadratino di Antonio Rubino, tuttora apprezzati per l'elegante disegno liberty e per il fantasioso surrealismo delle storie, che scherzano le une con la lingua, le altre con la matematica.
Dagli esordi fino al 1914 il formato si mantiene inalterato, composto da 16 pagine che raddoppiano nel 1915 grazie anche al successo che viene presto raggiunto e si mantiene nel tempo anche durante la prima guerra mondiale quando appare per la prima volta il celebre Signor Bonaventura di Sergio Tofano che fa raggiungere alla rivista un successo formidabile. Dopo la prima guerra mondiale arriverà una nuova generazione di disegnatori italiani che creerà una serie di "macchiette" destinate ad entrare nel "lessico" dell'epoca: Carlo Bisi inventa Sor Pampurio, caricatura del borghese nevrotico, mentre Bruno Angoletta disegna Marmittone, caricatura del soldato oppresso dai superiori. Successivamente arrivano altri autori italiani e stranieri come Rube Goldberg, Pat Sullivan e Otto Messmer. Dal 1932 la concorrenza di altre riviste come Jumbo, edito da Lotario Vecchi, e Topolino della Nerbini, spinge il Corriere a rinnovarsi con nuovi autori come De Vargas, Giobbe, De Seta, Galba, Marotta, Pier Lorenzo De Vita. Durante la seconda guerra mondiale il settimanale riesce a continuare le pubblicazioni fino all'aprile 1945. Negli anni trenta e anni quaranta ebbe grande successo Pier Cloruro de' Lambicchi e la sua "arcivernice" di Giovanni Manca ed il Prode Anselmo di Mario Pompei. Le tavole illustrate realizzate dagli autori italiani ebbero una certa presa sull'immaginario dei bambini sino a quel momento costretti entro i limiti di una narrativa dedicata pretenziosa e ipocrita e il regista Federico Fellini, che fece parte di quelle generazioni di piccoli lettori, ricordò che «i personaggi [...] non avevano niente a che fare con il mondo che ci circondava. Però erano altrettanto veri del bidello e dell'arciprete. Tanto che alle persone reali affibbiavamo proprio i soprannomi di quei personaggi. Così l'arciprete diventava Padron Cicciò, quello che aveva una mula cattivissima, la Checca che stampava i ferri di cavallo sul sedere... Oppure il vicino di casa che mia mamma, sapendolo un po' scapestrato, tiratardi e qualche volta un po' alticcio, aveva chiamato Arcibaldo come il personaggio creato da Geo McManus».
Il successo della testata portò alla nascita di pubblicazioni simili come Il Giornaletto (1910) e Gazzetta dei Piccoli (1945).

### Dal secondo dopoguerra agli anni novanta
Nel dopoguerra il settimanale iniziò a risentire della concorrenza dei personaggi avventurosi americani come Flash Gordon, Cino e Franco e Mandrake che, dagli anni trenta, da quando cioè erano arrivati in Italia, venivano pubblicati senza le didascalie rimate in sostituzione dei fumetti; il Corriere continuò nonostante tutto a credere nella propria scelta editoriale puntando sui classici Signor Bonaventura e Bibì e Bibò oltre a racconti e romanzi a puntate, ma i successi dell'anteguerra erano ormai perduti. Un mese dopo la sospensione, il 27 maggio 1945, il settimanale riprese la pubblicazione modificando la testata in Giornale dei piccoli per poi tornare alla denominazione originale dopo un anno. Negli anni cinquanta i fumetti, o meglio le storie illustrate con le didascalie in rima, vennero messi in secondo piano per tutto il decennio fino a quando, agli inizi degli anni sessanta con l’avvento alla direzione di Guglielmo Zucconi e poi di Carlo Triberti, si decise di puntare dal 1961 sui fumetti mantenendo il formato tradizionale ma con copertine più accattivanti e soprattutto vennero abbandonate le vignette con le didascalie rimate pubblicando fumetti veri e propri, puntando ad un pubblico meno infantile. Triberti, che lo dirige fino al 1973, darà vita a un rinnovamento grafico e dei contenuti, pubblicando fumetti di grandi autori italiani come Grazia Nidasio con Valentina Mela Verde, Hugo Pratt con Una ballata del Mare Salato e Benito Jacovitti con i suoi personaggi come Cocco Bill, Zorry Kid e Jak Mandolino e altri disegnatori come Toppi, Battaglia, Uggeri, Di Gennaro oltre che di esponenti del fumetto franco-belga (Puffi, Ric Roland, Luc Orient, Michel Vaillant, Dan Cooper, Bruno Brazil, Bernard Prince, Poldino Spaccaferro, Gaston Lagaffe). 
Fumetti a parte, era molto importante la parte letteraria, affidata principalmente a Mino Milani (che si firmava con altri pseudonimi, come Selva o Ventura) ma anche a autori importanti come Giana Anguissola, Reneè Reggiani, Gianni Rodari, Dino Buzzati ("La famosa invasione degli orsi in Sicilia" nel 1945) e Italo Calvino ("Marcovaldo ovvero Le stagioni in città" nel 1965). Uno dei punti di forza del settimanale fu poi il Corrierino Scuola, inserto che per molti anni, durante il periodo scolastico, pubblicò schede da utilizzare per le ricerche, atlanti geografici e storici, scenari naturalistici da completare e altri utili sussidi. Un altro punto di forza furono i soldatini o i calciatori, le bamboline di carta coi vestiti e gli accessori e tutta una serie di giochi e di ambientazioni in carta tutti da incollare su cartoncino e ritagliare. Tra le rubriche meritano una citazione le famosissime: "La palestra dei lettori", "Corrierino-club" e "Corrierino Sport" ed era comunque mantenuta un'impostazione culturale, presentando articoli istruttivi e inserti enciclopedici.
Dalla fine degli anni sessanta la funzione educativa si riduce notevolmente fino quasi a scomparire e, dal 1968, il formato viene ridotto di dimensioni per essere più pratico e si iniziano a pubblicare storie e contenuti rivolti a un pubblico più maturo - rubriche di sport, attualità, musica, cinema, scienza, curate da esperti del settore - tanto che, nell'estate del 1969 un referendum indetto presso i lettori chiese un parere per tenere conto, anche nel nome della testata, dell'età dei lettori alla quale le storie e i contenuti erano ora rivolti e, a partire dal primo numero del 1972, il "Corrierino" interruppe le pubblicazioni per fare spazio al Corriere dei ragazzi. Comunque il Corriere dei Piccoli non interruppe mai per davvero la pubblicazione in quanto alla fine si decise di continuare a pubblicarlo come supplemento con formato ridotto e con contenuti rivolti a lettori bambini. Questa formula editoriale venne adottata per sedici numeri per poi riprendere come testata autonoma presentando autori come Luciano Bottaro, Carlo Chendi, Giorgio Pezzin, Giorgio Cavazzano, Jacovitti e, dal 1975, personaggi americani della Hanna-Barbera e i manga,  anche in virtù del successo televisivo dei cartoni animati giapponesi. Nonostante le continue mutazioni di formula, anche dopo il 1972 vengono pubblicati fumetti di grandi autori, basti pensare al "Gianconiglio" di Carlo Peroni, "RediPicche" di Luciano Bottaro, "Walkie Talkie" di Giorgio Pezzin e Giorgio Cavazzano, i Ronfi di Adriano Carnevali, Gennarino Tarantella di Carlo Squillante. Il Corriere dei Piccoli ha subito molte modifiche e adeguamenti ai tempi. Dal 1972 in poi si sono avvicendati molti direttori, ognuno dei quali ha stravolto formula, formato e foliazione al giornalino, passando da un formato rivista ad un tabloid in cartoncino e di nuovo al formato rivista, e cambiando pure nome da Corriere dei Piccoli a Corrierino, nel 1993, per iniziativa del direttore Maria Grazia Perini.
Negli anni ottanta apparvero storie popolari che sarebbero poi continuate su altre riviste come La Pimpa di Altan e Diario di Stefi di Grazia Nidasio. Il giornale superò anche momenti critici come lo scandalo della P2 nella quale rimasero coinvolti i suoi editori fino alla cessione della testata alla scandinava Egmont nel 1994. Dal marzo 1995 la numerazione si modifica e il n° 9 esce come n° 4443; è uscito in edicola senza interruzioni fino al 15 agosto 1995 per poi pubblicare un ultimo numero distribuito solo nelle edicole lombarde nel gennaio 1996 per non perdere i diritti sulla testata.

### Raccolte antologiche
Sul sito web del Corriere della Sera è presente il "corriere dei piccoli on line", una versione ridotta rispetto all'originale cartaceo, comunque composta da diverse rubriche. Nel gennaio 2016, alla presentazione del nuovo archivio digitale consultabile on line del Corriere, è stata annunciata la prossima digitalizzazione dei vecchi numeri del Corriere dei Piccoli, della Domenica del Corriere e La Lettura.
Nel novembre 2008 Rizzoli ha pubblicato "Il secolo del Corriere dei Piccoli" a cura di Fabio Gadducci e Matteo Stefanelli, antologia dedicata alla ristampa integrale di 8 numeri del Corriere dei Piccoli, un numero del Giornale dei Piccoli e il primo numero del Corriere dei Ragazzi. In appendice presenta una selezione di brevi storie natalizie, disegnate da Antonio Rubino e Carlo Bisi; nel 2011, in appendice alla nuova edizione aumentata, è presente una sezione dedicata a "i grandi personaggi del CdP", con le tavole delle prime apparizioni di personaggi celebri come il Signor Bonaventura, Bilbolbul, Marmittone e altri.
Tra il 2009 e il 2013 sono usciti in libreria i quattro volumi dedicati a Valentina Mela Verde, di Grazia Nidasio, contenenti la ristampa integrale delle storie a puntate pubblicate prima dal CdP e poi dal Corriere dei ragazzi dal 1969 al 1976.
Nel 2009 Rizzoli/BUR ha pubblicato un'ampia raccolta di storie della Stefi di Grazia Nidasio, nel volume "Stefi, ci si rivede, eh?". Sempre nel 2009 è uscita l'antologia "Antonio Rubino. Gli anni del Corriere dei Piccoli", che ha ristampato alcune serie complete tra le più conosciute dell'autore, come Quadratino, Pino e Pina, Lio e Dado. Quest'ultimo libro è stato tradotto anche in Francia, dall'editore Actes Sud, presentando per la prima volta ai lettori francesi i fumetti di Rubino.

## Riconoscimenti
- Poste Italiane ha pubblicato l'8 novembre 2008 un francobollo celebrativo da 60 centesimi di euro per i cento anni dall'esordio in edicola della testata il 27 dicembre 1908;[4][28] l'Anafi, l'associazione amici del fumetto, ha allestito all'interno della 41ª Mostra mercato del Fumetto di Reggio Emilia una mostra di disegni originali avente come tema proprio il francobollo celebrativo (8 e 9 novembre 2008).[29]
- mostra dedicata alla testata e ai 100 anni del fumetto in Italia presso Cartoomics 2008, che si è svolto a Fieramilanocity dal 28 al 30 marzo 2008.
- Mostra "Caricaaa! Gli eserciti di carta del Corriere dei piccoli", presso il Museo del Fumetto a Lucca dal 12 luglio al 21 settembre 2008; esposizione di tavole di soldatini da ritagliare affidate a grandi firme del disegno italiano come la Campagna d'Italia 1859-1959 e le tavole del West di Giorgio Trevisan, gli eserciti degli Stati italiani pre unitari di Dino Battaglia, le figurine del Concilio ecumenico disegnate da Sergio Toppi e le truppe africane disegnate da Hugo Pratt.
- Mostra "Bonaventura. I casi e le fortune di un eroe gentile" allestita nella Pinacoteca Bellini a Sarnico (BG) dal 6 al 28 settembre 2008.
- Mostra per ripercorrere i 100 anni della testata attraverso tavole e disegni originali, organizzata dalla Fondazione Corriere della Sera dal 22 gennaio 2009 alla Rotonda della Besana.[30][31]
- "La grande avventura del Corriere dei piccoli - dal 1908 a... domani!" volume illustrato pubblicato in occasione della mostra a Muggiò 5-27 aprile 2003.[32]
- Mostra "Corriere dei Piccoli - 110 anni del Fumetto in Italia" a Milano (dal 13 ottobre 2018 al 13 gennaio 2019).[33][34]

## Serie a fumetti pubblicate
Elenco parziale delle serie a fumetti pubblicate:
- Ambrogio e Gino
- Anna nella Jungla
- Arcibaldo e Petronilla
- Alias
- Baffo Bandito
- Bernard Prince
- Bilbolbul
- Bibì e Bibò
- Bill e Bull
- Billy James
- Blueberry
- Bobo il magnifico
- Bonanza!
- Bonaventura
- Braccio di Ferro
- Brambillino e c.
- Brancaleone & C.
- Bruno Brazil
- Buana
- Budino Joe
- Capitan Coviello
- Capitan Eco
- Carletto Sprint
- Cavaliere Ardente
- Cià-Cià-Pascià
- Ciccibum
- Cocco Bill
- Dal nostro inviato nel tempo
- Dan Cooper
- Dani Futuro
- Davy Crockett
- il signor Duro Dorecchio
- El Gato
- Fantòm
- Formichino
- Fort Express
- Fortunello
- Gastone l'addetto di redazione
- Gattman
- Gelsomino
- Gennarino Tarantella
- Gianconiglio
- Gianni Flash
- Gibernetta
- Gigi Peste
- Gino e l'etologia
- Gli Aristocratici
- I Ballordi
- I Cuccioli
- I pionieri dello spazio (Les Pionniers de l'Espérance)
- I Puffi
- I Ronfi
- I Tre Dispettieri
- Il cavaliere bianco
- Il colonnello Clifton
- Il dottor Oss
- Il giornalino di Gian Burrasca
- Il Maestro
- Il Paese dell'Alfabeto
- Italino
- Johnny Bassotto
- L'Omino Bufo
- La Combriccola
- La famiglia De' Guai
- La gioconda tribù
- La mula Checca
- La Linea
- La pattuglia dei Castori
- Lady Love
- Leone
- Lo sceriffo Kendall
- Lola e Lalla
- Luc Orient
- Luca e Gianni
- Lucky Luke
- Lupo Alberto
- Lupo Nero
- Marco Franval
- Mago Magonzo
- Marmittone
- Marzolino Tarantola
- Michel Vaillant
- Mignolino e Clorofilla
- Mio Mao
- Nick Carter
- Nicoletta
- Noi Mostri
- Occhio di Pollo
- Otto Kruntz
- Paglia
- Piccolo Zeus
- Pier Cloruro de' Lambicchi
- Pierino
- Piero, Patti e Passatù
- Pimpa
- Pino e Pina
- Poldino Spaccaferro
- Quadratino
- Questa Pazza Redazione
- Ragnar il vichingo
- Re di Picche
- Ric Roland
- Robi e Robo
- Robiolina
- Ron Ron
- Rolando e Pirulì
- Sor Pampurio
- Spirù e Fantasio
- Stefi
- Strapuntino
- SuperIno
- Susanna e Celestino
- Tarallino
- Tarzanetto
- Teddy Ted
- Topo Gigio
- Totò Tritolo
- Tunga
- Uomini contro
- Uomini Pro
- Umpah-Pah
- Valentina Mela Verde
- Violante
- Yorik
- Zorry Kid